# Монталдео
Монталдѐо (на италиански: Montaldeo; на пиемонтски: Montondè, Монтонде) е село и община в Северна Италия, провинция Алесандрия, регион Пиемонт. Разположено е на 332 m надморска височина. Населението на общината е 292 души (към 2010 г.).